# Miguel Ángel Cordero Sánchez
 Miguel Ángel Cordero Sánchez  (Lebrija, 10 september 1987), is een Spaanse voetballer, die kan opgesteld worden als verdedigend middenvelder.  Op 29 december 2020 tekende hij een contract bij Club Deportivo Atlético Baleares.
Cordero is een product van het Jeugdssysteem van Sevilla FC en maakte zijn debuut tijdens het seizoen 2006-2007 bij Sevilla Atlético.  De ploeg werd kampioen in zijn reeks van de Segunda División B en kon tijdens de eindronde de promotie afdwingen.  Tijdens het seizoen 2007-2008 volgde hij de ploeg en trad zo op in de Segunda División A. De ploeg behaalde een mooie negende eindplaats.  Tijdens het seizoen 2008-2009 eindigde de ploeg echter op een tweeëntwintigste plaats en zo speelde hij vanaf het seizoen 2009-2010 terug in de Segunda División B.
Tijdens de winterstop van het seizoen stapte hij over naar reeksgenoot Real Madrid Castilla.
Toen hij voor het seizoen 2010-2011 tekende bij Xerez CD keerde hij terug naar zijn geboortestreek en naar de Segunda División A.  Hij zou er twee seizoenen blijven en respectievelijk een achtste en twaalfde plaats afdwingen.
Vanaf het seizoen 2012-2013  verhuisde hij naar het buitenland.  Hij tekende bij AEK Athene.  Door onregelmatigheden was de ploeg twee niveaus moeten dalen en kwam zo terecht in  de Griekse Gamma Ethniki.  Tijdens het tweede seizoen 2013-2014 werd de ploeg kampioen en zo trad hij vanaf seizoen 2014-2015 aan in de Beta Ethniki.  Daar werd de ploeg opnieuw kampioen en kon zo na drie seizoenen reeds terugkeren naar het hoogste niveau , de  Super League.  Tijdens het seizoen 2015-2016 zou hij de Griekse voetbalbeker winnen.
Vanaf seizoen 2016-2017 keerde hij terug naar zijn geboorteland door te tekenen voor Gimnàstic de Tarragona, een ploeg uit de Segunda División A.  Met een veertiende plaats eindigde de ploeg in de lagere middenmoot van de reeks.
Het daaropvolgende seizoen 2017-2018 tekende hij een tweejarig contract bij FC Cartagena, een ploeg uit de Segunda División B.  Coach Alberto Jiménez Monteagudo gaf hem dankzij zijn grote ervaring veel spelgelegenheid. Tijdens de laatste wedstrijd van de reguliere competitie werd de ploeg kampioen van de groep IV.  Voor de play off van de kampioenen werd de leider van groep I geloot, Rayo Majadahonda.  De wedstrijd te Cartagonova werd met 2-1 gewonnen dankzij doelpunten van Rubén Cruz Gil en Isaac Aketxe Barrutia.  Tijdens de terugwedstrijd zat het er lang goed uit, maar door een eigen doelpunt van Miguel Zabaco Tomé werd er met 1-0 verloren.  Dankzij de kampioenstitel was er nog een tweede kans en die startte bij Celta de Vigo B, de vierde van groep I.  De uitwedstrijd in Galicië eindigde op een scoreloos gelijkspel, waarna een doelpunt op vrijschop, getrapt door José Manuel López Gaspar, voldoende was om zich voor de finale te plaatsen.  Voor deze laatste stap werd de vierde uit hun reeks, Extremadura UD, aangeduid.  Nadat dat de heenwedstrijd met 1-0 verloren ging, werd tijdens de thuiswedstrijd niet gescoord door beide ploegen en miste Cartagena zo de promotie.  Tijdens zijn tweede seizoen 2018-2019 was de aanvang van het seizoen slecht en zo stond de ploeg na 8 wedstrijden op een degradatieplaats.  Net tegen UD Melilla pakte doelman Mario Fernández Cuesta een rode kaart en blesseerde hij zich tijdens dezelfde actie.  Hij werd vervangen door de jong Portugees João Paulo Santos Costa.  De ploeg begon successen te boeken en was op het einde van de heenronde naar de eerste plaats opgeklommen.  Op het einde van het seizoen zou het tweede eindigen na Recreativo Huelva.  Tijdens de eindronde werd eerst Real Madrid Castilla (3-1 verlies uit, 2-0 winst thuis) uitgeschadeld, maar SD Ponferradina bleek twee maal te sterk (1-2 thuisverlies en 1-0 op verlplaatsing.  Doordat Cordero een van de sterkhouders was, werd een week na de uitschakeling zijn contract met een seizoen verlengd.  Tijdens het hele seizoen 2019-2020 vertoefde de ploeg aan de top, werd winterkampioen. Op 8 maart 2020 vertoefde de ploeg op de tweede plaats en speelde de 28ste speeldag tegen  Córdoba CF.  De met 0-2 gewonnen uitwedstrijd bracht de ploeg weer op de eerste plaats en de daaropvolgende week werd de competitie voorlopig stilgelegd door de Coronapandemie. Deze overwinning werd wel heel belangrijk toen op 14 april de RFEF besloot om de ploeg kampioen van de reguliere competitie te verklaren en dit op 10 wedstrijden voor het einde en onmiddellijk met de eindronde te starten.  De rondes werden gespeeld in één wedstrijd.  Ondanks het feit dat deze beslissing veel tegenwind kreeg, werd ze herbevestigd op 6 mei.  Op 25 juni gingen de vier kampioenen (naast Cartagena ook Club Deportivo Atlético Baleares, CD Logroñés en CD Castellón) in de urne en werd de ploeg uit de Balearen op zondag 19 juli de tegenstander.  In tegenstelling met normale play offs werd de finale in één wedstrijd gespeeld in de Estadio La Rosaleda, thuishaven van Málaga CF.  Na 120 minuten was het nog steeds 0-0 en de promotie werd afgedwongen na de strafschoppen.  Athlético begon en beide ploegen scoorden de eerste drie.  Toen Atlético de vierde en vijfde penalty miste en Cartagena de vierde had gescoord, was de Segunda A een feit.  De speler volgde tijdens seizoen 2020-2021 de ploeg naar Segunda División A.  Het was sinds het seizoen 2016-2017 geleden dat Cordero nog op het professionele niveau gespeeld had.  Hij zou zijn terugkeer maken tijdens de tachtigste minuut van de eerste wedstrijd, een 0-0 gelijkspel op verplaatsing bij Real Oviedo.  Voorts zou hij nog tweemaal tijdens de negentigste minuut invallen.  Ook na de trainerswissel was er geen plek voor hem, dus werd zijn contract op 29 december 2020 in overleg ontbonden.
Dezelfde dag tekende hij nog een contract bij Club Deportivo Atlético Baleares, een ploeg uit de Segunda División B, die vorig seizoen door Cartagena tijdens de play offs werd uitgeschakeld.  Het seizoen was niet zo succesvol en de reguliere competitie werd afgesloten met een vijfde plaats in subgroep A van groep 5.  Aangezien de punten behouden werden, hield dit in dat de ploeg tijdens de tweede fase van de competitie vanaf de derde plaatst startte.  Het doel was om minstens tweede te eindigen en zo volgend seizoen een plaats in de Primera División RFEF af te dwingen.  Dit lukte en op het einde van het seizoen werd zijn contract met twee seizoenen verlengd. 
Vanaf seizoen 2023-2024 kwam hij terecht bij reeksgenoot Atlético Sanluqueño CF.